# Marahoué
Marahoué é uma das 19 regiões da Costa do Marfim.

## Dados
Capital: Bouaflé
Área: 8 500 km²
População: 651 700 hab. (2002)

## Departamentos
A região de Marahoué está dividida em três departamentos:
- Bouaflé
- Sinfra
- Zuénoula